# ESO 325-G004
ESO 325-G004 är en elliptisk galax på 450 miljoner ljusårs avstånd i stjärnbilden Kentauren. Den har en skenbar storlek på 1.3' x 1.0' och en magnitud på +13.9.
ESO 325-G004 har en massa ungefär 100 miljarder gånger så stor som solens. Rymdteleskopet Hubble har hittat tusentals  klotformiga stjärnhopar som kretsar kring ESO 325-G004.